# Havestadt & Contag

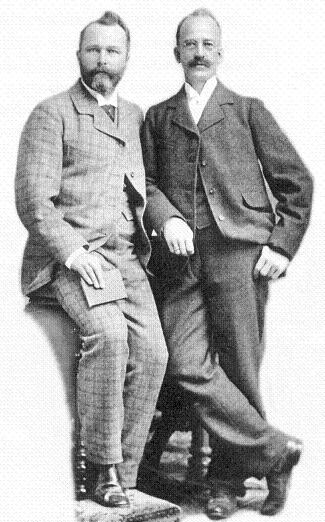
Max Contag & Christian Havestadt (rechts)

Das Ingenieurbüro Havestadt & Contag in Berlin wurde am 8. Oktober 1882 von den Bauingenieuren Max Contag und Christian Havestadt gegründet.

## Werk
Das Büro trat vor allem mit Verkehrsbauten wie dem Teltowkanal, der Schiffbarmachung der oberen Netze und der Werra, dem Ausbau des Rheins zwischen Wesel und Bodensee und dem Bau des Klodnitzkanals, der Bonner Pferdebahn und der Vorgebirgsbahn hervor. Es errang 1904 auf der Weltausstellung in St. Louis (Louisiana Purchase Exposition)  die höchste Auszeichnung, den Grand Prix und die Goldene Medaille.
Beim Wettbewerb für einen Grundplan für die bauliche Entwicklung von Groß-Berlin zwischen 1908 und 1910 gewann das Büro in Arbeitsgemeinschaft mit dem Architekten Bruno Schmitz und dem Verkehrswissenschaftler Otto Blum den vierten Preis.
Obwohl das Büro Havestadt & Contag auch zeitgenössisch vereinzelt als „Architekturbüro“ bezeichnet wurde, ist diese Bezeichnung in Bezug auf die übliche Abgrenzung der Berufsfelder Architekt und Ingenieur stark irreführend und wird dem breiten Tätigkeitsfeld dieses Büros nicht gerecht. Möglicherweise gab es aber innerhalb des Büros einzelne Abteilungen für die Arbeitsgebiete Tiefbau, Wasserbau, Eisenbahnbau und Hochbau, wobei letztere dann missverständlich als „Architekturbüro“ umschrieben worden sein könnte.
Die Autorin Margit Heinker nennt in ihrer Dissertation Havestadt & Contag als eine der verschiedenen „Baufirmen“, denen (zumindest in den 1890er Jahren) die Bauausführung der wichtigeren Reichsbank-Neubauten übertragen wurde. Ob Havestadt & Contag jedoch tatsächlich auch als Bauunternehmung (oder etwa in der Funktion eines heutigen Generalübernehmers) tätig waren, ist nicht eindeutig geklärt.
Die Sozietät Havestadt & Contag hatte im Auftrag des Landkreises nicht nur die Bauleitung des zwischen 1901 und 1906 erbauten Teltowkanals selbst, sondern auch bei zahlreichen kanalbezogenen Nebenbauten wie der Teltow-Werft und dem Kraftwerk Schönow.

## Bauten und Entwürfe
- 1883: Ester Preis für den Entwurf eines eisernen Brückenaufzugs in Frankfurt an der Oder[3]
- 1890: Pferdebahn in Bonn
- 1892: Reichsbank-Stelle Mainz (architektonische Gestaltung von Max Hasak)
- 1892–1893: Reichsbank-Stelle Karlsruhe (architektonische Gestaltung von Max Hasak)
- 1892–1893: Reichsbank-Stelle Münster (architektonische Gestaltung von Max Hasak)
- 1893–1894: Reichsbank-Stelle Lübeck (architektonische Gestaltung von Max Hasak)
- 1893–1894: Reichsbank-Stelle Grünberg
- 1894: Vorgebirgsbahn (Köln-Bonner Eisenbahnen)
- 1894–1896: Reichsbank-Hauptstelle Hannover (architektonische Gestaltung von Max Hasak)
- 1897–1898: Wohngebäude mit Postagentur in der Villenkolonie Grunewald (späteres Postamt Grunewald 1) in Berlin-Grunewald
- 1901: Reichsbank-Nebenstelle Schleswig (architektonische Gestaltung von Regierungs- und Baurat C. Mühlke und Franz von Gerlach?)
- 1901–1908: Speicher im Hafen Tempelhof am Teltowkanal in Berlin-Tempelhof („unter Mitwirkung des Oberingenieurs Wiig und Architekt Schmidt“[1])
- 1902–1906: Gesamtleitung für den Bau des Teltowkanals mit Schleusen (architektonische Gestaltung der Schleuse Kleinmachnow von Friedrich Lahrs)
- 1908: Eisenbahnanschluss eines Kalibergwerks in der Rhön (mit Brückenbauten)[4]